# Dendropsophus coffeus
Espèce
Synonymes
- Hyla coffea Köhler, Jungfer & Reichle, 2005

Statut de conservation UICN

 LC  : Préoccupation mineure
Dendropsophus coffeus est une espèce d'amphibiens de la famille des Hylidae.

## Répartition
Cette espèce est endémique de Bolivie. Elle se rencontre entre 550 et 800 m d'altitude sur la bordure orientale des Andes, dans deux localités près du village de Sapecho, municipalité de Palos Blancos, dans la province de Sud Yungas, département de La Paz,. Sa présence est incertaine au Pérou.

## Publication originale
- Köhler, Jungfer & Reichle, 2005 : Another New Species of Small Hyla (Anura, Hylidae) from Amazonian Sub-Andean Forest of Western Bolivia. Journal of Herpetology, vol. 39, no 1, p. 43-50.